# Jan Jodłowski
Jan Stanisław Jodłowski (ur. 1841 w Sierpowie, zm. 3 kwietnia 1919 w Krakowie) – powstaniec styczniowy, lekarz, doktor wszech nauk lekarskich.

## Życiorys

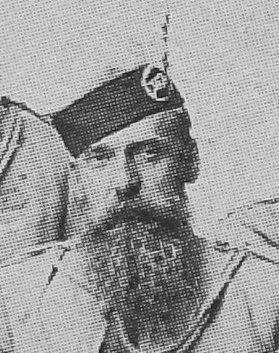
Jan Jodłowski w stroju sokolim (ok. 1894)

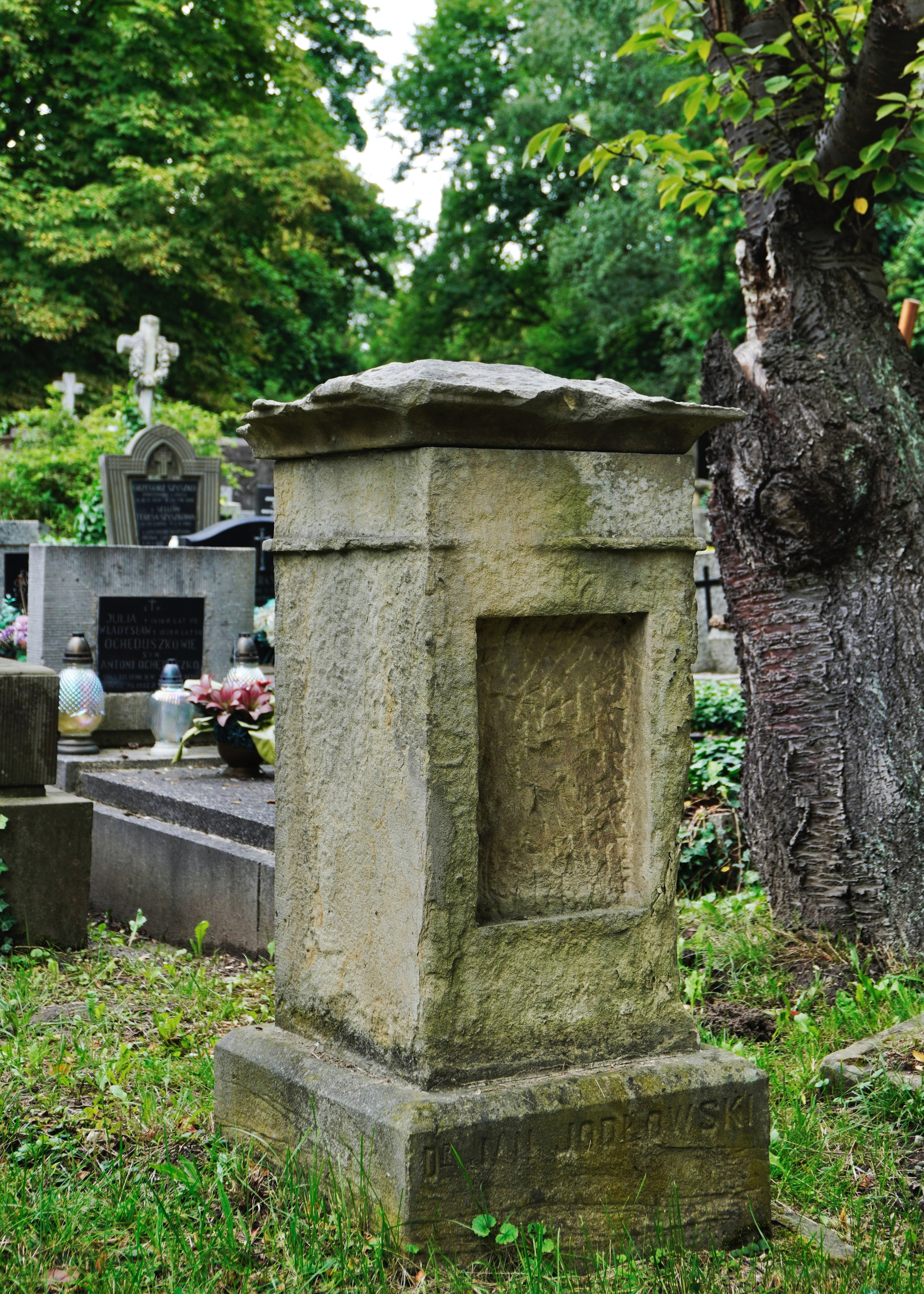
Grób Jana Jodłowskiego na Cmentarzu Rakowickim w Krakowie

Jan Jodłowski urodził się w 1841 w Sierpowie. Przed 1863 podjął studia na wydziale lekarskim Uniwersytetu w Warszawie oraz zaangażował się w działalność polskiej konspiracji niepodległościowej. Po wybuchu powstania styczniowego przyłączył się do walczących i służył w stopniu porucznika na stanowisku dowódcy (komendanta) batalionu i adiutanta w oddziale Kazimierza Błaszczyńskiego Bończy, oddziale Zygmunta Padlewskiego i oddziale Edmunda Taczanowskiego. Za czyny waleczności został awansowany na stopień kapitana. Według jednej wersji udając się wraz z gen. Zygmuntem Padlewskim i innymi powstańcami na spotkanie z Henrykiem Łowińskim Szermętowskim w Radzikach Małych 21 kwietnia 1863 został ujęty przez Rosjan w zasadzce naczelnika żandarmerii Drozdowa pod Borzyminem na ziemi płockiej, po czym zesłany wraz z towarzyszami na Sybir (gen. Padlewskiego rozstrzelano 15 maja 1863). Według innej relacji po bitwie pod Kruszyną (na ziemi częstochowskiej) 29 sierpnia 1863 był kilkakrotnie ranny i został wzięty przez Rosjan do niewoli, a następnie zesłany na obszar Syberii do guberni jenisejskiej. Żył w wiosce, liczącej siedem domów, położonej nad Jenisejem, w powiecie jenisejskim ok. 500 wiorst na północ od Jenisejska (około południka 60 i równoleżnika 90). Przebywał także we wsi Sawina nad Jenisejem w tej samej guberni (między 62 a 63 południkiem) oraz w Turuchańsku. Pracował przy transportach żywności i narzędzi do kopalń złota, w których był także zatrudniony jako felczer w szpitalu (z racji tego stanowisko sam siebie określił jako wielkiego sanitarnego dygnitarza tamże). Na Syberii przebywał do 1870. Podróż powrotną z Tobolska na ziemie polskie do Krakowa odbył posługując się cudzym paszportem (należącym do przemysłowca).
W 1870 przybył na obszar Galicji, wówczas pod zaborem austriackim w epoce autonomii galicyjskiej. Dokończył studia medyczne i 22 lipca 1876 na wydziale lekarskim Uniwersytetu Jagiellońskiego uzyskał stopień doktora wszech nauk lekarskich. Był zatrudniony na oddziale chorób wewnętrznych w Szpitalu św. Łazarza w Krakowie: od około 1875 jako praktykant, a od około 1877 do około 1879 jako sekundariusz. Od około 1877 do około 1889 figurował na liście lekarzy z tytułem doktora medycyny pracujących w służbie zdrowia w Krakowie. Później, około 1891/1892 był lekarzem w Bilczach. Około 1894/1895 był lekarzem w Zboiskach. Następnie od około 1895 przez wiele lat był lekarzem w Zarszynie (jako lekarz w tej miejscowości figurował według stanu ewidencji jeszcze w 1914). Pracował tam jako lekarz kolejowy. Udzielał się w tym charakterze także w Zagórzu i w Sanoku, gdzie osiadł. Pełnił stanowisko prezesa sanockiej sekcji Towarzystwa Lekarzy Galicyjskich. Od lat 90. XIX wieku był członkiem sanockiego gniazda Polskiego Towarzystwa Gimnastycznego „Sokół”.
W latach 80. w Krakowie dr Jan Jodłowski udzielał się w nieformalnej grupie Sybiraków i Wychodźców. Był autorem wspomnień z okresu pobytu na zesłaniu. 
Wpierw dwa jego artykuły wydrukowano na łamach lwowskiego czasopisma „Łowiec”: pierwszy pt. Polowanie na jarząbki. Wspomnienie z tajgi jenisejskiej w 1884, a drugi pt. Myśliwstwo w Syberyi w wielu odcinkach w 1885 i w 1886. Druga z tych opowieści została wydana w 1886 w zwartej publikacji pt. Myśliwstwo w Syberyi. Wspomnienia z tajgi jenisejskiej nakładem Galicyjskiego Towarzystwa Łowieckiego we Lwowie. Potem obszerne wspomnienia z czasu zsyłki na Syberii, ze szczególnym uwzględnieniem opisów panującego tam klimatu, fauny i flory, miejscowej ludności i jej uzbrojenia, warunków zesłania, były drukowane na łamach „Gazety Sanockiej” w 1904 oraz w 1906. Osobnym drukiem zostały wydane w 1909 pt. Wspomnienia z Dalekiej Północy jego własnym nakładem w Krośnie. Na początku XX wieku dr Jan Jodłowski był określany w prasie sanockiej jako znany całej Polsce Sybirak. O jego osobie w kontekście udziału w powstaniu styczniowym wspominał w 1958 prof. Karol Zaleski w artykule pt. Tradycje Powstania Styczniowego (wspomnienia z lat chłopięcych w Sanoku) w ramach publikacji pt. Księga pamiątkowa Gimnazjum Męskiego w Sanoku 1888–1958.
Jan Jodłowski zmarł 3 kwietnia 1919 w Krakowie w wieku 79 lat. Został pochowany w grobowcu rodzinnym na cmentarzu Rakowickim w Krakowie 6 kwietnia 1919 (kwatera JC, rząd wschodni, miejsce 3).